# Kemuel
Kemuel er et sjældent drengenavn, der stammer fra hebraisk קמוּאל [qemû'êl]. 
Det forekommer i Bibelen tre gange. Den første Kemuel der bliver nævnt er søn af Nakor og Milka (1. mos 22,21 Arkiveret 21. maj 2011 hos  Wayback Machine). Anden gang er en efremitisk leder (4. mos 34,24 Arkiveret 1. januar 2011 hos  Wayback Machine) og tredje er far til den levitiske leder Hashabja (1. krøn 27,17 Arkiveret 4. marts 2016 hos  Wayback Machine).
Kemuel er sammensat af to elementer. qûm (קוּם) Hvis betydning ikke er helt klar og el (אל) som er en almindelig forkortelse for Elohim, den jødiske gud.
Teologen Wilhelm Gesenius oversatte den første del ved at hente det fra en ubrugt hebraisk rod som muligvis ligner et arabisk verbum der betyder at samle. Derved bliver navnet oversat noget i retning af Guds forsamling.
Det er muligvis den oprindelige betydning af navnet, men for enhver hebræer lyder navnet som en sammensætning af ordet El (אל) og ordet Kamah (קמו) som betyder at "rejse sig", "at stå", "at vokse" eller "stående korn". 
I bibelen er ordet bl.a. oversat "stå op" (Josva 3,16 Arkiveret 21. maj 2011 hos  Wayback Machine) og "rejse sig" (1. Kong 2,54 Arkiveret 4. marts 2016 hos  Wayback Machine). Det kan også indikere at starte en rejse (5. mos 17,8 Arkiveret 4. marts 2016 hos  Wayback Machine), at være opmærksom (4. mos 23,18 Arkiveret 5. marts 2016 hos  Wayback Machine), at give vidnesbyrd (5. mos 19,15 Arkiveret 4. marts 2016 hos  Wayback Machine)
Verbet bruges når ting sættes op (gudebilleder og stenstøtter – (3. mos 26,1 Arkiveret 4. marts 2016 hos  Wayback Machine), eller når en fremstår som leder (1. mos 37,8 Arkiveret 4. marts 2016 hos  Wayback Machine), profet (5. mos 34,10 (Webside ikke længere tilgængelig)) eller dommer (dom 10,1 Arkiveret 4. marts 2016 hos  Wayback Machine). Det bruges også når en pagt bliver etableret (2. mos 6,4 Arkiveret 4. marts 2016 hos  Wayback Machine). Verbet bruges også som udtryk for at stå op imod nogen (dom 7,15 (Webside ikke længere tilgængelig) ,2. mos 2,17 Arkiveret 4. marts 2016 hos  Wayback Machine). I forbindelse med Gud, bruges dette verbum ofte i en bøn til Gud om at rejse sig mod fjender (Salme 3,8" Arkiveret 5. marts 2016 hos  Wayback Machine).
Navnet Kemuel kan betyde "Guds forsamling", "Gud rejser sig", "Gud rejste ham op", "Guds høstarbejder", "Guds fortaler", "Guds vidnesbyrd", "Guds kriger", "Gud stifter fred", "Gud slutter pagt", "Gud opretholder ham" eller "Kendt af Gud".
I Danmark er navnet ikke blevet brugt, før 2006 hvor det kom på den godkendte liste af drengenavne. 
Der er, pr. 1. Januar 2011, endnu ingen der hedder det til fornavn.